# Хёйгор, Аксель
А́ксель Хёйгор (фар. Aksel Højgaard; род. 28 апреля 1959 года в Тофтире, Фарерские острова) — фарерский футболист и тренер, нападающий, известный по выступлениям за клуб «Б68» и национальную сборную Фарерских островов. Один из лучших игроков в истории Фарер.

## Клубная карьера
Воспитанник тофтирского футбола. Аксель дебютировал за «Б68» 24 мая 1979 года в матче кубка Фарерских островов против второй команды «ХБ». В чемпионате Фарерских островов его дебют состоялся 26 апреля 1981 года во встрече с «КИ». 26 июня 1981 года он забил два своих первых гола в фарерском первенстве в матче против команды «ГИ». Всего в своём дебютном сезоне Аксель сыграл принял участие в 10 матчах премьер-лиги, забив в них 4 мяча.
В 1984 году Аксель провёл самый результативный сезон в карьере: забив 10 голов в 14 матчах чемпионата, он стал его лучшим бомбардиром (совместно с Эрлингом Якобсеном из «ХБ»), а «Б68» впервые в истории выиграл этот турнир. В следующем году тофтирцы снова стали чемпионами Фарерских островов, а Аксель отличился 6 раз в 14 играх. Он продолжал выступать за «Б68» и во время третьего чемпионства команды в 1992 году. Он принял активное участие в это успехе, отыграв 18 матчей чемпионата и забив 8 голов.
В 1993 году Аксель сыграл в двух матчах квалификации Лиги чемпионов против хорватской «Кроации». В 1996 году он принял участие в 4 встречах кубка Интертото: в матче против шведского «Юргордена» форвард забил второй гол тофтирского клуба в еврокубках. Аксель продолжал выступать за «Б68» вплоть до окончания сезона-1999. 2 октября 1999 года он сыграл свой прощальный матч против клуба «ГИ», которому нападающий забивал свои первые голы в фарерском чемпионате. После этого матча Аксель завершил свои выступления.

## Международная карьера
Аксель выступал за национальную сборную Фарерских островов до её принятия в ФИФА. Он дебютировал за сборную 2 июля 1981 года в матче против сборной Хетланна. Свой первый гол за национальную команду Аксель забил 3 июля 1983 года во встрече со сборной Гренландии. Всего на счету Акселя 11 матчей и 2 забитых мяча за сборную Фарерских островов.

## Клубная статистика
| Выступление      | Выступление      | Выступление      | Лига | Лига | Кубки | Кубки | Еврокубки | Еврокубки | Прочие | Прочие | Итого | Итого |
| Клуб             | Лига             | Сезон            | Игры | Голы | Игры  | Голы  | Игры      | Голы      | Игры   | Голы   | Игры  | Голы  |
| ---------------- | ---------------- | ---------------- | ---- | ---- | ----- | ----- | --------- | --------- | ------ | ------ | ----- | ----- |
| Б68              | Первый дивизион  | 1979             | 0    | 0    | 3     | 0     | 0         | 0         | 0      | 0      | 3     | 0     |
| Б68              | Первый дивизион  | 1980             | 0    | 0    | 1     | 0     | 0         | 0         | 0      | 0      | 1     | 0     |
| Б68              | Премьер-лига     | 1981             | 10   | 4    | 2     | 1     | 0         | 0         | 0      | 0      | 12    | 5     |
| Б68              | Премьер-лига     | 1982             | 13   | 6    | 2     | 0     | 0         | 0         | 0      | 0      | 15    | 6     |
| Б68              | Премьер-лига     | 1983             | 14   | 2    | 1     | 0     | 0         | 0         | 0      | 0      | 15    | 2     |
| Б68              | Премьер-лига     | 1984             | 14   | 10   | 4     | 1     | 0         | 0         | 0      | 0      | 18    | 11    |
| Б68              | Премьер-лига     | 1985             | 14   | 6    | 1     | 0     | 0         | 0         | 0      | 0      | 15    | 6     |
| Б68              | Премьер-лига     | 1986             | 14   | 3    | 1     | 1     | 0         | 0         | 0      | 0      | 15    | 4     |
| Б68              | Премьер-лига     | 1987             | 13   | 1    | 2     | 2     | 0         | 0         | 0      | 0      | 15    | 3     |
| Б68              | Премьер-лига     | 1988             | 9    | 5    | 1     | 1     | 0         | 0         | 0      | 0      | 10    | 6     |
| Б68              | Премьер-лига     | 1989             | 1    | 0    | 0     | 0     | 0         | 0         | 0      | 0      | 1     | 0     |
| Б68              | Премьер-лига     | 1990             | 11   | 0    | 1     | 0     | 0         | 0         | 0      | 0      | 12    | 0     |
| Б68              | Премьер-лига     | 1991             | 18   | 5    | 3     | 4     | 0         | 0         | 0      | 0      | 21    | 9     |
| Б68              | Премьер-лига     | 1992             | 18   | 8    | 2     | 0     | 0         | 0         | 0      | 0      | 20    | 8     |
| Б68              | Премьер-лига     | 1993             | 16   | 2    | 1     | 0     | 2         | 0         | 0      | 0      | 19    | 2     |
| Б68              | Премьер-лига     | 1994             | 10   | 6    | 0     | 0     | 0         | 0         | 0      | 0      | 10    | 6     |
| Б68              | Премьер-лига     | 1995             | 12   | 2    | 2     | 1     | 0         | 0         | 0      | 0      | 14    | 3     |
| Б68              | Премьер-лига     | 1996             | 11   | 5    | 0     | 0     | 4         | 1         | 0      | 0      | 15    | 6     |
| Б68              | Премьер-лига     | 1997             | 14   | 3    | 6     | 1     | 0         | 0         | 0      | 0      | 20    | 4     |
| Б68              | Премьер-лига     | 1998             | 3    | 3    | 3     | 0     | 0         | 0         | 0      | 0      | 6     | 3     |
| Б68              | Премьер-лига     | 1999             | 10   | 1    | 3     | 0     | 0         | 0         | 0      | 0      | 13    | 1     |
| Б68              | Итого            | Итого            | 225  | 72   | 39    | 12    | 6         | 1         | 0      | 0      | 270   | 85    |
| Всего за карьеру | Всего за карьеру | Всего за карьеру | 225  | 72   | 39    | 12    | 6         | 1         | 0      | 0      | 270   | 85    |

## Международная статистика
| Матчи и голы Акселя Хёйгора за национальную сборную Фарерских островов | Матчи и голы Акселя Хёйгора за национальную сборную Фарерских островов | Матчи и голы Акселя Хёйгора за национальную сборную Фарерских островов | Матчи и голы Акселя Хёйгора за национальную сборную Фарерских островов | Матчи и голы Акселя Хёйгора за национальную сборную Фарерских островов | Матчи и голы Акселя Хёйгора за национальную сборную Фарерских островов |
| №                                                                      | Дата                                                                   | Оппонент                                                               | Счёт                                                                   | Голы                                                                   | Соревнование                                                           |
| ---------------------------------------------------------------------- | ---------------------------------------------------------------------- | ---------------------------------------------------------------------- | ---------------------------------------------------------------------- | ---------------------------------------------------------------------- | ---------------------------------------------------------------------- |
| 1                                                                      | 2 июля 1981                                                            | Хетланн                                                                | 3:0                                                                    |                                                                        | Товарищеский матч                                                      |
| 2                                                                      | 1 августа 1982                                                         | Исландия                                                               | 1:4                                                                    |                                                                        | Товарищеский матч                                                      |
| 3                                                                      | 2 августа 1982                                                         | Исландия                                                               | 0:4                                                                    |                                                                        | Товарищеский матч                                                      |
| 4                                                                      | 21 июня 1983                                                           | Дания (до 21)                                                          | 1:1                                                                    |                                                                        | Товарищеский матч                                                      |
| 5                                                                      | 29 июня 1983                                                           | Гренландия                                                             | 0:0                                                                    |                                                                        | Товарищеский матч                                                      |
| 6                                                                      | 3 июля 1983                                                            | Гренландия                                                             | 3:2                                                                    | 44′                                                                    | Товарищеский матч                                                      |
| 7                                                                      | 5 августа 1984                                                         | Гренландия                                                             | 1:0                                                                    |                                                                        | Кубок Севера                                                           |
| 8                                                                      | 7 августа 1984                                                         | Гренландия                                                             | 4:2                                                                    | 86′                                                                    | Товарищеский матч                                                      |
| 9                                                                      | 11 июня 1985                                                           | Хетланн                                                                | 1:0                                                                    |                                                                        | Товарищеский матч                                                      |
| 10                                                                     | 10 июля 1985                                                           | Исландия                                                               | 0:9                                                                    |                                                                        | Товарищеский матч                                                      |
| 11                                                                     | 12 июля 1985                                                           | Исландия                                                               | 0:1                                                                    |                                                                        | Товарищеский матч                                                      |

Итого: 11 матчей и 2 гола; 5 побед, 2 ничьи, 4 поражения.

## Достижения

### Командные
«Б68»
- Чемпион Фарерских островов (3): 1984, 1985, 1992

### Личные
- Лучший бомбардир чемпионата Фарерских островов (1): 1984 (10 голов)

## Тренерская карьера
В 2006 году Хёйгор возглавлял «НСИ» из Рунавуйка. Возглавив клуб в апреле, он не смог проработать до конца сезона и был уволен в августе. Под его руководством «жёлто-чёрные» провели 15 матчей фарерской премьер-лиги, одержав 5 побед, 2 раза сыграв вничью и 8 раз потерпев поражение. В 2008—2009 годах Хёйгор тренировал объединённую юношескую команду «Б68» и «НСИ».

## Личная жизнь
В 1994 году, ещё будучи футболистом, Хёйгор устроился техническим директором в администрации коммуны Нес, а после окончания карьеры он всецело сконцентрировался на этой работе.